# Климатино (Большесельский район)
В Ярославской области есть ещё 4 деревни с таким названием в Ярославском, Угличском, Некрасовском и Ростовском районах.
Климатино — деревня в Большесельском сельском поселении Большесельского района Ярославской области.

## Население
| 2007 | 2010 |
| ---- | ---- |
| 0    | ↗1   |

## География
Деревня расположена в юго-восточной части района. Она стоит в верховьях реки Юхоть на её левом, южном берегу, ниже устья левого притока Вожа и выше устья также левого притока Хоравки. Деревня стоит на небольшой свободной от леса возвышенности, а названные реки протекают по заболоченному лесу. Деревня протянулась вдоль берега реги, в центре её пересекает дорога, уходящая через мост на правый берег Юхоти и далее через деревню Миглино к деревне Арефино, расположенной на магистральной дороге Большое Село — Ярославль с автобусным сообщением. Расстояние от Климатино до Арефино около 5 км. На расстоянии около 1 км на юг от Климатино в долине реки Вожа стоят деревни Фёдорково и Марково.

## История
Деревня Клематина указана на плане Генерального межевания Борисоглебского уезда 1792 года. В 1825 году Борисоглебский уезд был объединён с Романовским уездом. По сведениям 1859 года деревня относилась к Романово-Борисоглебскому уезду.